# Сичик-горобець азійський
Си́чик-горобе́ць азійський (Glaucidium cuculoides) — вид совоподібних птахів родини совових (Strigidae). Мешкає в Гімалаях, Південному Китаї і Південно-Східній Азії.

## Опис
Довжина птаха становить 22-25 см, розмах крил 40-45 см, самці важать 150-176 г, самиці 240 г. Верхня частина тіла темно-рудувато-коричнева, нижня частина тіла світліша, голова сіро-коричнева. Тіло поцятковане світлими, білуватими смугами, центральна частина грудей і живіт білуваті. Над очима чіткі світлі "брови", навколо очей світлі кільця. На потилиці є дві чіткі темні плями, що нагадують очі і слугують до відлякування і обману. Очі яскраво-жовті.

## Підвиди
Виділяють вісім підвидів:
- G. c. cuculoides (Vigors, 1830) — західні і центральні Гімалаї (від північно-східного Пакистану і Кашміру до західного Сіккіму);
- G. c. austerum Ripley, 1948 — від східного Сіккіму до Бутану, північно-східного Ассаму і північно-західної М'янми;
- G. c. rufescens Baker, ECS, 1926 — Північно-Східна Індія, Бангладеш, північна М'янма і південний Юньнань;
- G. c. whiteleyi (Blyth, 1867) — південний Китай (на південь від Янцзи) і північний схід В'єтнаму;
- G. c. persimile Hartert, E, 1910 — острів Хайнань;
- G. c. delacouri Ripley, 1948 — північний схід Лаосу та північний захід і центр В'єтнаму;
- G. c. deignani Ripley, 1948 — південно-східний Таїланд, південний Китай і Камбоджа;
- G. c. bruegeli (Parrot, 1908) — південно-східна М'янма і Таїланд (за винятком південного сходу).

## Поширення і екологія
Азійські сичики-горобці мешкають в Пакистані, Індії, Непалі, Бутані, Бангладеш, Китаї, М'янмі, Таїланді, Лаосі, В'єтнамі і Камбоджі. Вони живуть у вологих рівнинних і гірських тропічних і субтропічних лісах, гірських дубових і соснових лісах, в рідколіссях, чагарникових заростях і садах. Зустрічаються на висоті до 2700 м над рівнем моря. Ведуть переважно денний спосіб життя. Живляться комахами, зокрема жуками, цикадами і кониками, а також жабками, ящірками, гризунами і дрібними птахами. Сезон розмноження в Непалі триває з квітня по червень. Гніздяться в дуплах, які не встелюють м'яким матеріалом. Часто використовують покинуті гнізда дятлів. В кладці від 4 до 6 яєць.

## Галерея

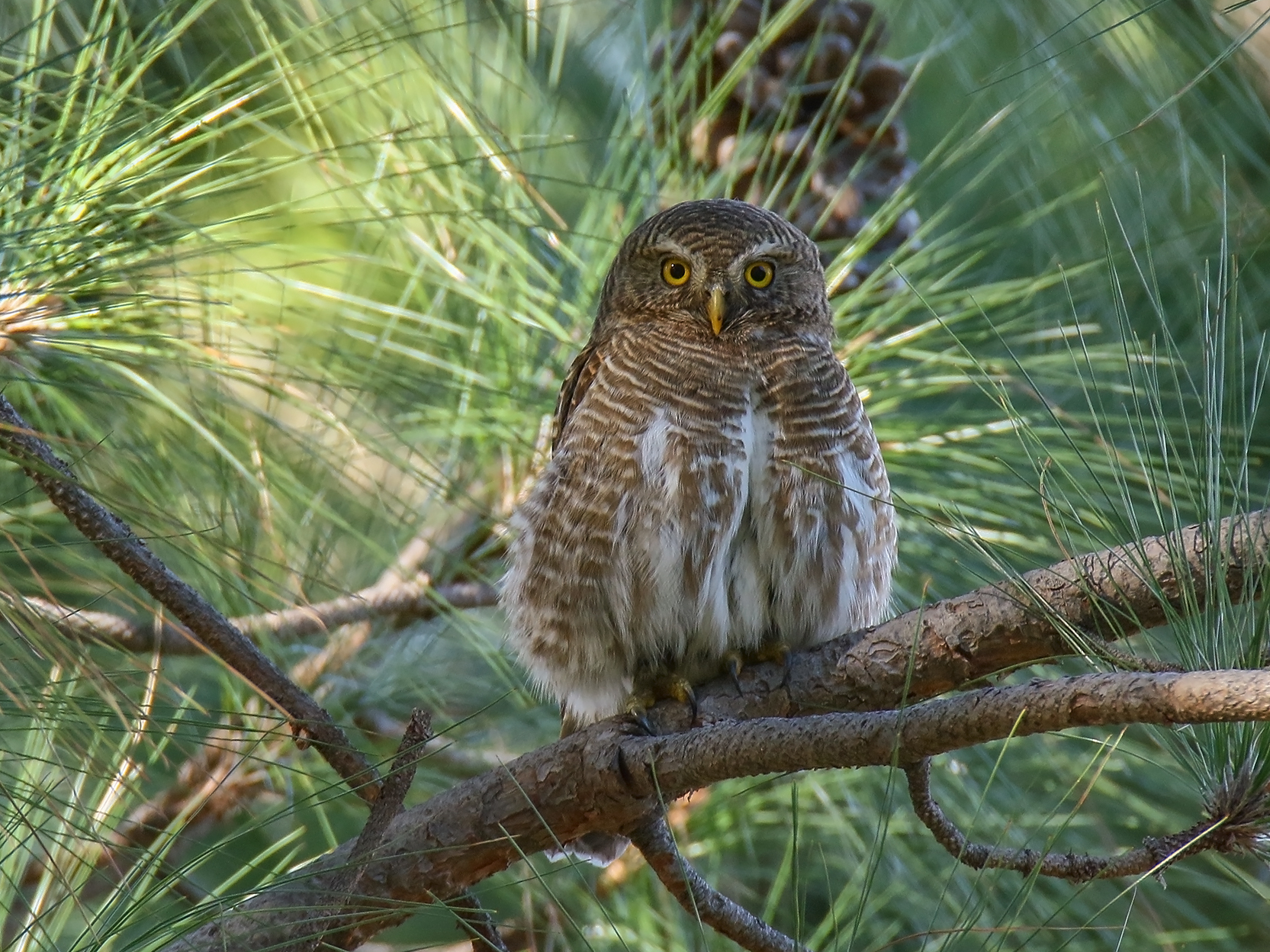
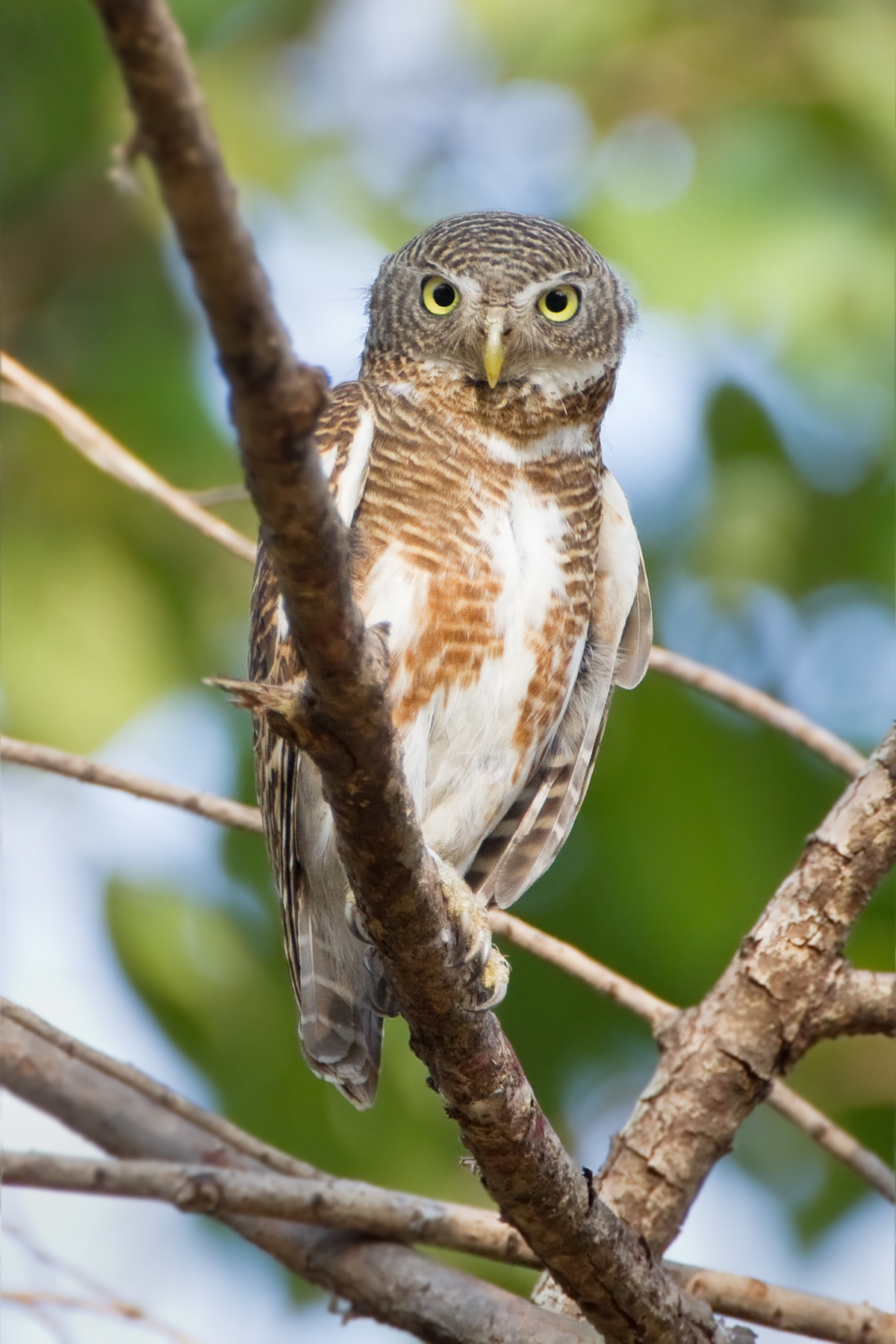
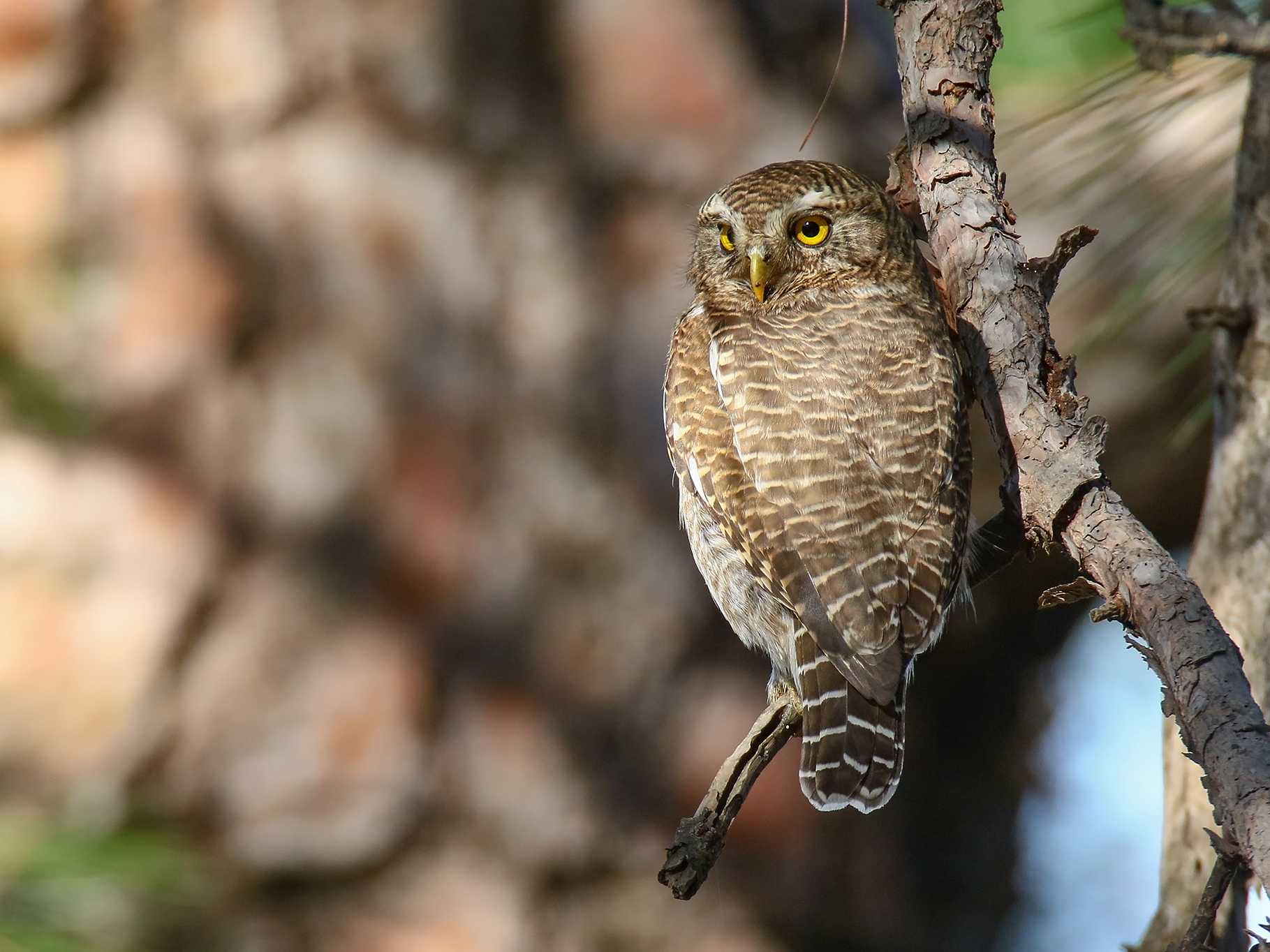
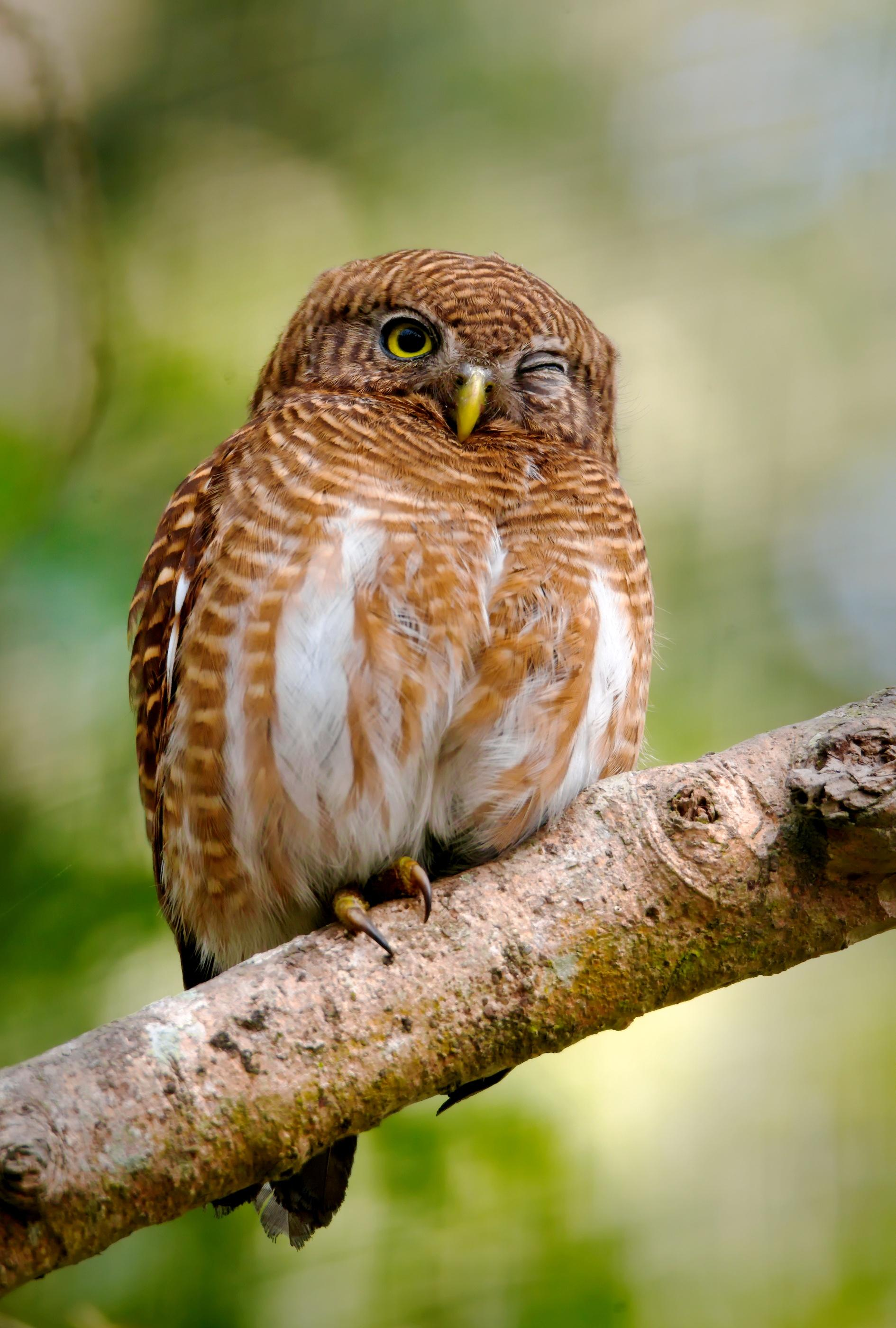